# Étienne Courtois d'Arcollières
Pour les articles homonymes, voir Courtois.
Étienne Courtois d'Arcollières est un noble issu de la famille noble Courtois d'Arcollières, originaire du Petit Bugey.

## Biographie

### Origines
Étienne Courtois d'Arcollières a été anobli par le duc de Savoie en 1517,. Il est le fils d'Alexandre Courtois, qui semble déjà être qualifié de noble, et frère aîné de François-Louis et Louis.
Étienne est décrit comme un « grand personnage, portant la barbe fort longue jusqu'à la ceinture » et aussi « homme grand guerrier et tenu pour un personnage fort vaillant en fait d'armes ».

### Récit du fait d'armes de la bataille de Pavie
Il participe à la bataille de Pavie en tant qu'archer du roi de France,, au cours de laquelle il a le privilège de sauver deux fois la vie de François Ier,. L'érudit Jean Létanche (1844-1912) raconte qu'Étienne Courtois relève par « deux fois de cheval [le roi], au prix de nombreuses blessures ».
Son fils, Alexandre, fait dresser à Yenne, le 4 janvier 1597, un procès-verbal dans lequel les faits, dont voici un extrait : 

« Le Duc Charles (troisieme du nom de Savoie) estant allé visiter Sa Majesté le Roy, audict lieu de Pavie...,François ayant esté faict prisonnier..., le père du déposant suivit le duc comme son escuier et illec estant auroit veu comme le Roy mémoratif et parlant de ce qui scestoit passé en ladicte bataille, auroit certifiés comme ledict Estienne Cortoys, combattant vailliamment auprez de sa personne avec une espée à deux mains, auroit relevé par deux fois Sa Majesté qui avoit esté mis bas de son cheval, tellement que pour sauver la personne du Roy, ledict Cortoys auroit esté blessé en plusieurs endroits de son corps, et mesme auroit reçu un coup de pique qui luy traversoit les deux joues et machoires... Quelque temps après son emprisonnement(le Roi) en ayant faict faire la recherche, estant averty que ce vailliant soldat n'estoit point demeuré sur la place, ains estoit retiré en certain monastère, près Pavie, ou l'on le fesoit panser pour cause que dessus, le dict feu seigneur de Lurieu, père du déposant, auroit esté commandé d'aller appeler ledict Cortoys, s'il estoit en estat, ce que les chirurgiens ayant dict, auroit esté apporté (ledit Estienne) sur une chaise à bras dans la chambre du Roy, où estant Sa Majesté luy auroit demandé son nom et luy répondit qu'il s'appeloit Cortoys. Luy auroit le roy François dict qu'il l'estoit véritablement de nom et de faict parce qu'il l'avoit bien et vailliamment secondé. Et, entre autres signes de sa bonne volonté, ayant sceu comme il estoit gentilhomme et portoit pour ses armoyries un griffon de gueules au champ d'or, auroit déclaré qu'il vouloit qu'il changeât ses dictes armoyries en deux fleurs de lys d'or qu'il avoit relevées par deux fois, avec espée d'argent entre deux, en champ de gueules, occasion de ses blessures et sang qu'il avoit répandu ce fesant, et voulut ledict seigneur Roy que tel changement d'armoyries fut faict tant en faveur dudict Estienne Cortoys que de Francois-Louys et Louys, ses freres, et postérité née et à naistre et luy en fit délivrer Patentes que le déposant a veues, et, depuis ledict temps, ont, lesdicts Cortoys, plus communément appelés d'Arcollières, porté lesdictes armoyries. »

— (Témoignage de l'enquête de noblesse par sénat de Chambéry en date du 4 Janvier 1597).
Le roi lui permet en remerciement de porter deux fleurs de lys sur son blason et lui donna pour devise : "Courtoys de nom et de fait".

### Fin de carrière
En 1536, il est mentionné comme lieutenant général des gens de pieds du bailliage de Bugey, maréchal de camp et des logis et commandait le ban et l'arrière-ban destinés à marcher sur la cité de Genève.
Étienne Courtois d'Arcollières teste le 19 avril 1556. Il meurt l'année suivante, selon Jean Létanche.

## Famille
Étienne Courtois d'Arcollières épouse Antoinette Serrasini à une date inconnue, originaire de Châteauneuf-de-Valromey (Songieu). Ils ont un fils, Alexandre, qui hérite de la seigneurie d'Arcollières et qui rend aveu au roi de France, en 1602.